# ماتلیکا
ماتلیکا (به ایتالیایی: Matelica) یک کومونه در ایتالیا است که در استان ماچه‌راتا واقع شده‌است.

## خصوصیات
ماتلیکا ۸۱٫۰۴ کیلومترمربع مساحت و ۱۰٬۱۲۹ نفر جمعیت دارد و ۳۵۴ متر بالاتر از سطح دریا واقع شده‌است.

## خواهرخوانده
شهر Las Rosas, Santa Fe خواهرخواندهٔ ماتلیکا هست.